# جورج جاكوب (ملحن)
جورج جاكوب (بالفرنسية: Georges Jacob)‏ هو عازف الأرغن وملحن فرنسي، ولد في 19 أغسطس 1877 في باريس في فرنسا، وتوفي بنفس المكان في 28 ديسمبر 1950.

## وصلات خارجية
- جورج جاكوب على موقع ميوزك برينز (الإنجليزية)